# Абдукадиров, Абдурашид
Абдураши́д Абдукадыров (узб. Абдурашид Абдуқодиров; 1919 год, село Сузак — 1978 год, село Сузак, Сузакский район, Джалал-Абадская область, Киргизская ССР) — советский и киргизский сельскохозяйственный деятель, председатель колхоза «Москва» Сузакского района Ошской области (ныне Джалал-Абадская область) Киргизская ССР. Герой Социалистического Труда (1966).

## Биография
Родился в 1919 году в селе Сузак Андижанского уезда в крестьянской семье, по национальности узбек.
В 1935 году вступает колхозником в сельхозартель «Москва».
Был призван в ряды Красной Армии. Ефрейтор, наводчик 2-го отделения миномётной батареи 125-го стрелкового полка 6-я стрелковой дивизии. В первые дни войны участвовал в обороне Брестской крепости. По его воспоминаниям, вышел из Брестской крепости 24 июня 1941 г. Отступал до Москвы. Там был в конце 1941-го тяжело ранен и комиссован. В 1943 году на фронте принят в КПСС. За боевые заслуги награждён орденом Красной Звезды.
После демобилизации возвратился в родное село, работал заместителем директора плодоовощхоза «Джида». С 1946 года — главный бухгалтер колхоза «Москва» Сузакского района. В 1959 году избран председателем этого же колхоза. Вывел колхоз в число передовых сельскохозяйственных предприятий Джалал-Абадской области. За годы правления колхозом, хозяйство экономически окрепло, стало одним из передовых в районе. В то время, когда он возглавил колхоз, годовой денежный доход хозяйства составлял 949 тысячи рублей, то в 1965 году достиг 1 млн. 620 тысячи рублей, то есть этот показатель вырос в 1,7 раза. За семилетие колхоз продал государству 18 636 тонн хлопка-сырца, превысив план на 939 тонн. Улучшилось социально-экономическое положение колхозников, были построены детские сады, баня, клуб для молодёжи.
Указом Президиума Верховного Совета СССР от 30 апреля 1966 года удостоен звания Героя Социалистического Труда со вручением ордена Ленина и золотой медали «Серп и Молот».
Позднее руководил одним из отделений колхоза «Москва» Сузакского района.
После выхода на персональную пенсию союзного значения проживал в родном селе, где скончался в 1978 году.

## Награды
- Герой Социалистического Труда (20.03.1951)
- Орден Ленина
- Орден Трудового Красного Знамени
- Орден Красной Звезды
- медали СССР

## Память
В Музее обороны Брестской крепости имеются экспонаты и информация о ветеране войны А. Абдукадырове.